# Hängt ihn
Hängt ihn (Originaltitel: Vigilante Terror) ist ein US-amerikanischer Western aus dem Jahr 1953 von Lewis D. Collins mit Wild Bill Elliott und Mary Ellen Kay in den Hauptrollen.

## Handlung
In der kalifornischen Bergwerksstadt Pinetop ist die Bürgerwehr, die ursprünglich zur Bekämpfung der Gesetzlosigkeit gegründet wurde, inzwischen mehr gefürchtet und gehasst als die Gesetzlosen. Eines Nachts raubt eine maskierte Bande eine Postkutsche aus und entwendet eine Goldlieferung der Pinetop-Bergbaugesellschaft. Dabei lässt einer der Räuber versehentlich seine Maske zurück. Kurze Zeit später reitet der Bergmann Tack Hamlin nach Pinetop, um Vorräte zu besorgen. In Matt Taylors Gemischtwarenladen und Postamt erhält Tack einen Brief von seinem Bruder Jed, der den Namen „Jed Brown“ angenommen hat und als Mitglied der Brewer-Bande gesucht wird. Zur gleichen Zeit fragt der Minenmanager Gene Smith Matt, ob er den Kattunstoff wiedererkennt, der für die Überfallmasken verwendet wird. Matt kann sich nicht daran erinnern, den Stoff verkauft zu haben, aber seine Tochter Lucy sagt, dass er zwei Wochen zuvor von einem großen Fremden gekauft wurde. Später trifft sich Gene mit dem Saloonbesitzer Brett und anderen Mitgliedern der Bürgerwehr der Stadt. Als Gene ihnen sagt, dass Matt nichts über den Kattun weiß, will Brett trotzdem gegen ihn vorgehen und sagt, dass er an dem Raub beteiligt sein muss, aber Gene will mehr Beweise. Nachdem Gene gegangen ist, befiehlt Brett den anderen, mehr Beweise zu „finden“. In dieser Nacht geht eine Bande maskierter Bürgerwehrleute zu Matts Laden, konfrontiert ihn mit einer Maske, die sie platziert haben, und beschuldigt ihn, an dem Raub beteiligt gewesen zu sein. 
In der Zwischenzeit trifft sich Tack heimlich außerhalb der Stadt mit Jed. Jed sagt, dass er es jetzt bereut, der Bande beigetreten zu sein, aber sie werden ihn nicht austreten lassen. Während sie reden, reiten die Bürgerwehrleute zu einem nahegelegenen Baum und legen Matt eine Schlinge um den Hals. Als Tack dies sieht, schleicht er sich von hinten an und zieht seine Waffe. Er bindet Matt los und flüstert ihm zu, er solle zu seiner Hütte reiten, aber kurz nachdem Matt davongeritten ist, wird Tack niedergeschossen. Am nächsten Morgen erwacht Tack, der nur einen Streifschuss am Kopf erlitten hat, und sieht Jeds Leiche am Baum hängen. Einige Zeit später geht Tack zum Gemischtwarenladen, der geschlossen ist, und gibt Lucy eine Nachricht von ihrem Vater, in der er ihr versichert, dass es ihm gut geht. Als er den Laden verlässt, trifft Tack auf Strummer Jones, einen alten Freund, der ihm erzählt, dass die Bürgerwehr die Stadt ruiniert hat. Als die beiden Männer in den Saloon gehen, um ein Bier zu trinken, werden sie Zeuge, wie ein Pokerspieler den Dealer des Betrugs beschuldigt und ihn erschießt. Als der Kartenspieler zu fliehen versucht, überwältigt ihn Tack. Brett nennt den Mann einen Mörder, aber der Bürgermeister Winch sagt aus, dass der Dealer zuerst gezogen hat. Als Tack hinzufügt, dass sie Recht und Ordnung in der Stadt brauchen, bittet Winch ihn, trotz Bretts Einwänden, Sheriff zu werden. Tack nimmt widerstrebend an und beginnt bald, die Stadt aufzuräumen, mit Strummer als seinem Stellvertreter. Tacks Aktionen provozieren Brett weiterhin, aber Gene ist mit den Ergebnissen zufrieden und sagt Brett, dass er hofft, dass Tack die Männer finden kann, die die Postkutsche ausgeraubt haben. 
Eines Tages kommen Brewer und einige seiner Gangmitglieder, darunter ein großer Cowboy namens Sperry, in die Stadt. Als Brewer, der heimlich mit Brett zusammengearbeitet hat, erfährt, dass Tack der Sheriff ist, erwähnt er, dass Tacks Bruder ein Mitglied der Gang war, aber vermisst wird. Während sie reden, schlägt Brewer vor, in Tacks Hütte Beweise zu platzieren, die ihn mit dem Raub in Verbindung bringen. Brewer und zwei Handlanger gehen zur Hütte, wo sie überrascht Matt finden und ihn mitnehmen. Zurück in der Stadt betreten Sperry und die anderen die Bank und geben dem Kassierer einen Überfallzettel. Während der Kassierer nervös den Safe öffnet, kommt ein Mann herein, sieht, was los ist, und wird von einem der Gangmitglieder angeschossen. Der Lärm ruft Tack und Strummer herbei, die sich daraufhin eine Schießerei mit der Gang liefern. Mehrere Gesetzlose entkommen, aber Tack verletzt Sperry am Arm und nimmt ihn fest. Als Brett sie auf das Gefängnis zugehen sieht, befiehlt er einem seiner Männer, Matt zurückzubringen und ihn am anderen Ende der Stadt zu treffen. Auch Lucy sieht Sperry und erzählt Tack, dass er der Mann war, der den Kattun für die Masken gekauft hat. Im Gefängnis droht Tack Sperry, ihn dem wachsenden Mob auszuliefern, wenn er ihm nicht verrate, wohin Brewer und seine Gang unterwegs sind. Sperry sagt Tack, wohin sie gehen, als sie jemanden schreien hören: „Sie haben Matt Taylor.“ Draußen hält Brett Matt mit vorgehaltener Waffe fest und erzählt dem Mob, sie hätten ihn und eine Tasche aus dem Überfall in Tacks Hütte gefunden. Tack geht hinüber, um zu sehen, was los ist, gerade als Gene die Tasche identifiziert und Brett verrät, dass Tacks Bruder in der Bande war. Strummer eilt herbei und sagt, dass die Brewer-Bande alle aus dem Gefängnis befreit hat. Der nun wütende Mob marschiert mit Matt, Tack und Strummer zu einem großen Baum und legt ihnen Schlingen um den Hals. Winch versucht, das Lynchen zu stoppen, Gene sagt Brett, dass sie warten sollten. 
Die drei sind kurz davor, gehängt zu werden, als Lucy, bewaffnet mit einer Schrotflinte, auf den Mob schießt. Die drei fliehen in die Scheune und schleichen dann mit Lucy, die Pferde bereitstehen hat, durch die Hintertür hinaus. Jetzt reiten Tack, Lucy, Matt und Strummer hinter Brewers Bande her, während Gene, Brett und die Bürgerwehr ihnen folgen. Kurze Zeit später nehmen Tack und seine Freunde eine andere Spur und kommen von hinten, gerade als Brett und seine Männer Brewers Bande gegenüberstehen. Wütend beginnt Brewer auf Brett zu schießen. In der darauffolgenden Schießerei tötet Brewer Brett. Als Tack und Gene zusammenkommen und die Gesetzlosen überwältigen, enthüllt Brewer die Wahrheit über den Raubüberfall. Nachdem der Fall gelöst ist, kehren alle nach Pinetop zurück.

## Hintergrund
Gedreht wurde der Film ab dem 22. April 1953 auf der Iverson Movie Ranch in Chatsworth sowie auf der Movie Ranch von Ray Corrigan im Simi Valley.

## Veröffentlichung
Die Premiere des Films fand am 15. November 1953 statt. In der Bundesrepublik Deutschland kam er am 29. Dezember 1959 in die Kinos.

## Kritiken
Das Lexikon des internationalen Films schrieb: „Grob gestrickter Western der B-(Produktions-)Kategorie.“